# Reverse-transcriptase

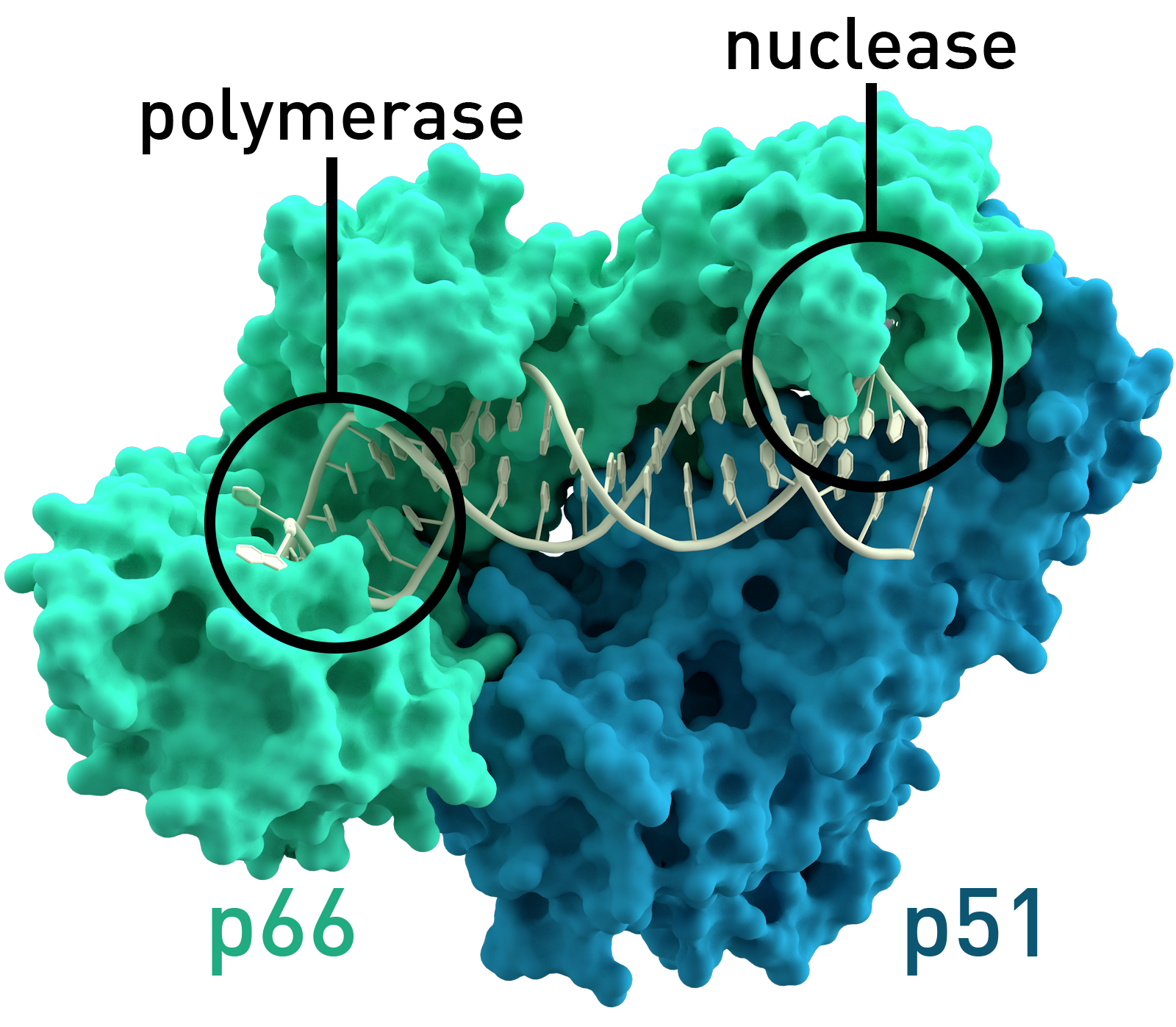
Krystallografische structuur van het Hiv-1 reverse-transcriptase. De subeenheden p51 en p66 zijn gekleurd en de actieve plaatsen zijn omcirkeld.

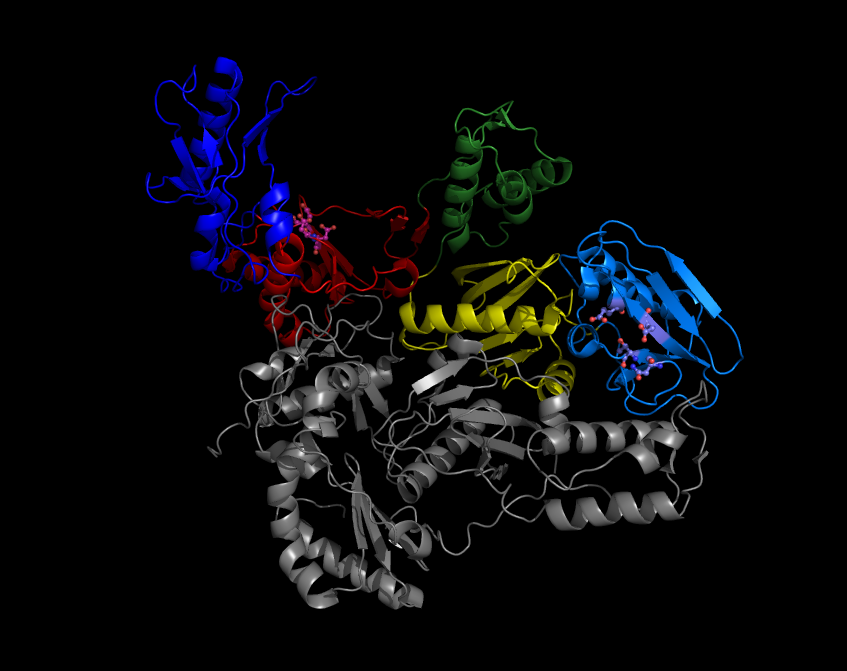
Reverse-transcriptase van Hiv-1 met de vinger-, palm- en duimgebieden. De katalytische aminozuren van de ribonuclease H actieveplaats en de polymerase actieve plaats zijn weergegeven in de vorm van een staafmodel.

Reverse-transcriptase (RT) is een enzym dat RNA in copy- of complement DNA (cDNA) kan omzetten wat reverse-transcriptie genoemd wordt. Dit enzym maakt deel uit van het genoom van een retrovirus. De 'gastheercel' is in het algemeen niet in staat deze omzetting van RNA naar DNA te maken. Ook niet-retrovirussen, dsDNA-RT virussen, gebruiken reverse-transcriptase, zoals het hepatitis B-virus. Eukaryoten hebben zelf het enzym reverse-transcriptase waarmee DNA-beschadigingen hersteld worden. In prokaryoten komen sequenties voor die coderen voor reverse-transcriptase, dat gebruikt wordt voor de vorming van msDNA. Voor het starten van de DNA-synthese is een primer nodig, die bij bacteriën tijdens de replicatie wordt aangemaakt.
Reverse-transcriptaseremmers worden gebruikt bij virusinfecties, zoals hiv. Reverse-transcriptase is ook betrokken bij de replicatie van chromosoomeinden (telomerase) en sommige genetische elementen (retrotransposons).
Retroviraal reverse-transcriptase heeft drie biochemisch actieve sequenties: 
- (a) RNA-afhankelijke DNA-polymerase activiteit
- (b) Ribonuclease H
- (c) DNA-afhankelijke DNA-polymerase activiteit

Retrovirussen hebben een genoom dat bestaat uit twee strengen 'positief' RNA die direct coderen voor het enzym reverse-transcriptase. Met behulp van dit enzym wordt in de gastheercel een complementaire DNA streng gesynthetiseerd. Dit virale DNA, provirus genoemd, wordt dan in het genoom van de gastheer opgenomen en wordt met de transcriptie in RNA afgeschreven. Het provirus wordt met de celdeling vermenigvuldigd. Op deze wijze kunnen ook nakomelingen van de gastheer besmet zijn met het retrovirus.
Reverse-transcriptasen zijn ontdekt door Howard Temin op de University of Wisconsin–Madison in RSV virions en onafhankelijk van hem in 1970 geïsoleerd door David Baltimore  aan de Massachusetts Institute of Technology uit de twee RNA tumor virussen: R-MLV en opnieuw bij RSV. Voor hun ontdekkingen kregen ze in 1975 samen met Renato Dulbecco de Nobelprijs voor Fysiologie of Geneeskunde.
Het idee van reverse-transcription was in het begin zeer onpopulair, omdat het het centrale dogma van de moleculaire biologie dat stelt dat DNA getranscribeerd wordt in RNA en vervolgens wordt getransleerd in eiwitten, tegensprak. Echter toen in 1970 de wetenschappers Howard Temin en David Baltimore onafhankelijk van elkaar het enzym reverse-transcriptase ontdekten dat verantwoordelijk is voor de reverse-transcriptie werd eindelijk geaccepteerd dat het mogelijk is dat genetische informatie ook op deze wijze wordt doorgegeven.
Reverse-transcriptases is uitvoerig bestudeerd bij:
- HIV-1 reverse-transcriptase van human immunodeficiency virus type 1. Deze reverse-transcriptase heeft twee subeenheden met molecuulgewichten van respectievelijk 66 en 61 kDa.[6]
- M-MLV reverse-transcriptase van het xenotropic murine leukemia virus-related virus. Dit is een enkelvoudig 75 kDa monomeer.[7]
- AMV reverse-transcriptase van het avian myeloblastosis virus. Dit virus heeft ook twee subeenheden, een 63 kDa subeenheid en een van 95 kDa.[7]
- Telomerase reverse-transcriptase dat de telomeren van eukaryotische chromosomen herstelt.

Reverse-transcriptase maakt veel fouten tijdens de transcriptie van RNA in DNA, omdat het geen correctiemechanisme heeft. Hierdoor kunnen mutaties zich in het genoom opstapelen. Het commercieel beschikbare reverse-transcriptase van Promega maakt bij 1 op de 17.000 basen voor AMV een fout en 1 op 30.000 basen voor M-MLV.

## Geneesmiddel bij virusinfecties
Tenofovir disoproxil is een geneesmiddel dat gebruikt wordt voor de behandeling van hiv (als onderdeel van HAART) en hepatitis B. Binnen de antiretrovirale middelen behoren tenofovir (Viread), zidovudine (Retrovir) en lamivudine (Epivir) tot de klasse van nucleotide-analoge reversetranscriptaseremmers. Deze remmen het enzym reverse-transcriptase dat het erfelijk materiaal van hiv ombouwt. De remmer wordt eerst gefosforyleerd en daarna ingevoegd in de nieuwe dubbelstrengse DNA die gesynthetiseerd wordt door hiv reverse-transcriptase. Tijdens de replicatie van het hiv-DNA vindt er een competitie plaats tussen de gefosforyleerde reverse-transcriptaseremmers en de natuurlijke nucleotiden. Reverse-transcriptaseremmers hebben geen 3'-hydroxylgroepen (3'-OH) waardoor de verdere polymerisatie van het hiv DNA wordt geblokkeerd.

## Gebruik bij de moleculaire biologie
Reverse-transcriptase wordt bij het onderzoek van RNA gebruikt, waarbij de reverse-transcriptie polymerasekettingreactie (RT-PCR) wordt toegepast. De klassieke polymerasekettingreactie (PCR) kan alleen gebruikt worden bij DNA-strengen. Met behulp van reverse-transcriptase wordt RNA omgezet in DNA, waarna vervolgens PCR gebruikt kan worden. Reverse-transcriptase wordt ook gebruikt bij het maken van cDNA-bibliotheken van mRNA. Met het beschikbaar komen van commerciële reverse-transcriptase is zowel de kennis van de moleculaire biologie als die van andere enzymen sterk toegenomen. Wetenschappers kunnen door reverse-transcriptase RNA klonen, sequenties ervan maken en de eigenschappen ervan onderzoeken.